# Saint-Just-en-Bas
Saint-Just-en-Bas é uma comuna francesa na região administrativa de Auvérnia-Ródano-Alpes, no departamento de Loire. Estende-se por uma área de 20,95 km². Em 2010 a comuna tinha 293 habitantes (densidade: 14 hab./km²).